# Mezinárodní letiště Hongkong

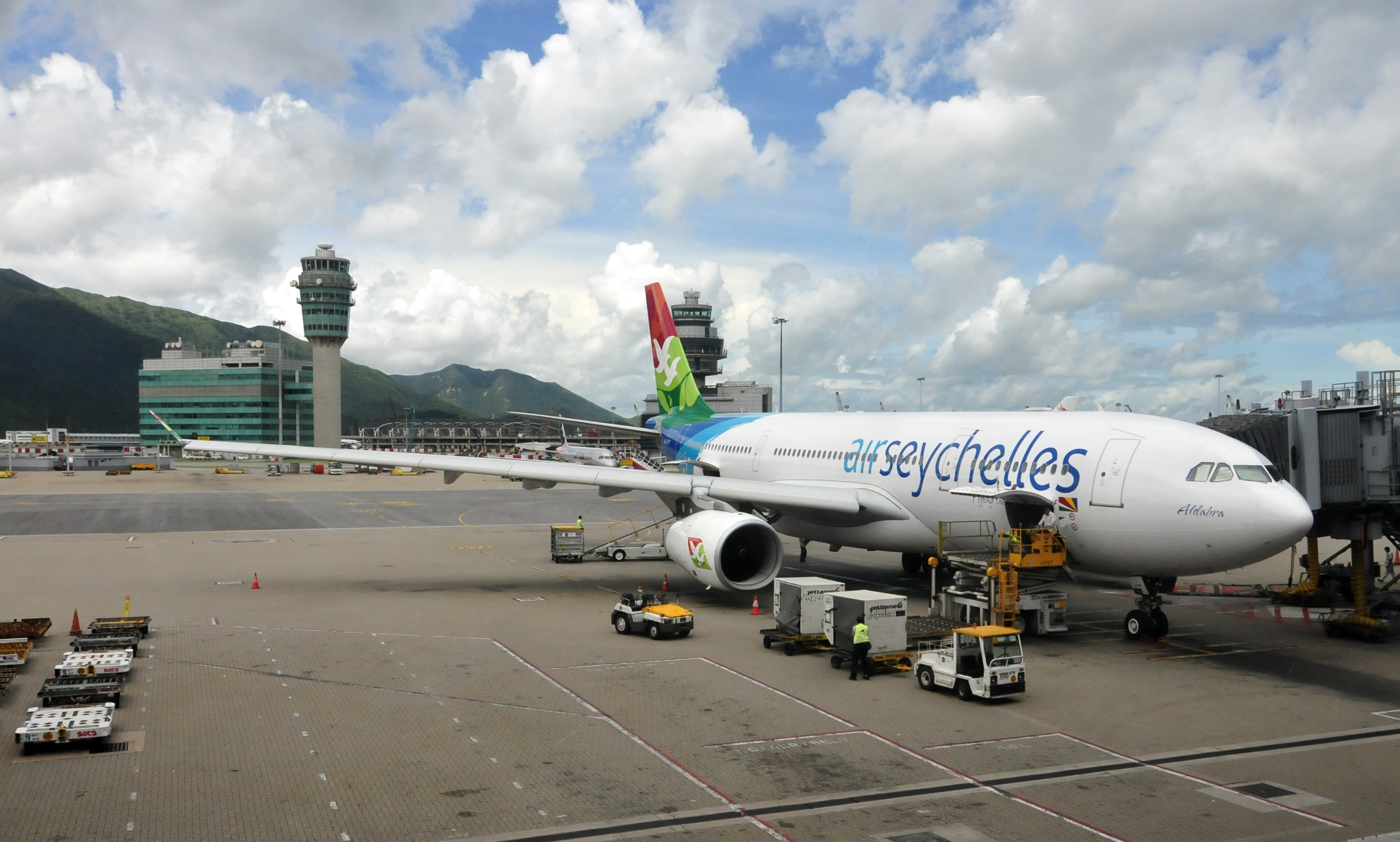
Airbus A330-200 společnosti Air Seychelles

Mezinárodní letiště Hongkong – Ček Lap Kok, anglicky Hong Kong International Airport (IATA: HKG, ICAO: VHHH), je hlavní letiště čínského města se zvláštním statusem Hongkong. Nachází se na umělém ostrově Čch’-lie-ťiao.
Letiště bylo otevřeno v roce 1998 a jeho úkolem bylo převzít osobní a nákladní dopravu od Letiště Kai Tak. Jde o jeden z hlavních leteckých uzlů pro Čínu a další destinace v Asii. Slouží jako uzel pro letecké společnosti jako jsou Cathay Pacific, Air India, Virgin Atlantic, United Airlines a Hongkong Airlines.
Terminál pro cestující je největší letištní stavba na světě.[zdroj?] Je důležité pro hongkongskou ekonomiku, mj. protože zaměstnává 65 000 lidí a využívá je více než 100 leteckých společností, provozujících lety do 180 měst po celém světě. 
V roce 2015 bylo na tomto letišti odbaveno 68,5 milionu cestujících. Bylo osmým největším letištěm světa co do počtu všech pasažérů a čtvrtým největším letištěm ohledně mezinárodní přepravy. Již v roce 2010 se hongkongské letiště stalo největším letištěm světa pro přepravu nákladů, když předstihlo letiště v Memphisu (Memphis International Airport) ve Spojených státech.
V roce 2019 bylo na hongkongském letišti odbaveno 71 milionů pasažérů. Na letiště byl také dopraven náklad v hmotnosti 4,809 milionu tun, což je nejvíce ze všech letišť na světě.